# Новоорлеанський джаз
Новоорлеанський джаз (англ. New Orleans jazz) — історично перший стиль джазу, а також епоха у розвитку джазу, що пов'язана з Новим Орлеаном — містом з калейдоскопічною культурою, що мало велике значення як морський порт і важливий торговий центр, приваблюючи людей різних національностей і соціальних прошарків — поряд із білими тут жили креоли і темно шкірі, діалог їх культур і утворив доволі специфічну атмосферу цього міста.

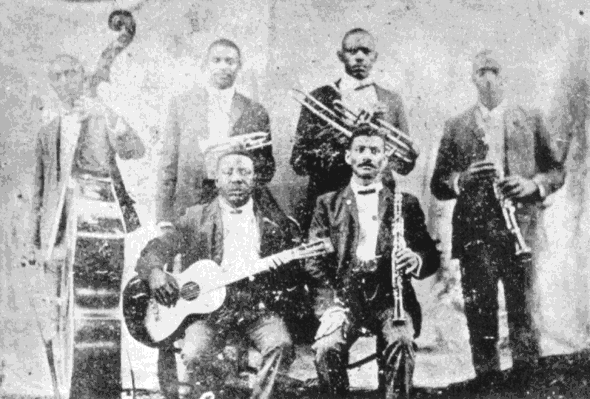
The Bolden Band близько 1905 року

Спочатку джаз виконувався винятково негритянськими ансамблями. Пізніше багато негритянських джазових музикантів у пошуках роботи змушені були мігрувати на північ країни, головним чином у Чикаго, де Новоорлеанский джаз знаходить свій подальший розвиток.

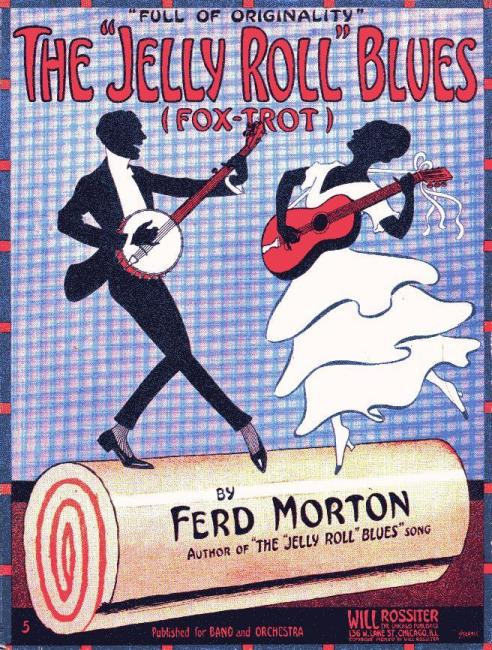
«Jelly Roll Blues» — перша надрукована джазова композиція, 1915 рік

Для Новоорлеанського джазу характерна колективна імпровізація, де головну партію виконує корнет на тлі басової лінії тромбона, а кларнет «обвиває» їх орнаментальними переплетеннями. У такий спосіб виникає своєрідна поліфонія. Сольні інструменти протистоять ритмічній групі: банджо, тубі й ударним. Гармонічна мова Новоорлеанского джазу проста і використовує, головним чином, тризвуки.
Старше покоління новоорлеанського джазу представлено такими музикантами як Бадді Болден, Кларенс Вільямс, Тоні Джексон, Оскар Селестін и Еммануель Перец. Першим знаменитим джазовим оркестром класичного новорлеанського стилю вважається «Регтайм Бенд», керівником якого був Бадді Болден. На жаль цей ансамбль не залишив жодного звукозапису, проте вважається, що цей ансамбль відійшов від європейської строгості регтайму і привніс у цей жанр джазову імпровізаційність. Іншим відомим ансамблем того часу був «Олімпія Бенд».
Друге покоління, якому новоореланський джаз найбільше завдячує своїм розвитком включало таких музикантів, як Джо «Кінг» Олівер, Луї Армстронг, Кід Орі, Сідней Беше та інші. В 1913 році за участю найкращих білих піонерів джазу в Новому Орлеані з'являється знаменитий «Original Dixieland Jass Band», лідером якого став трубач Нік Ла Рокка.
Серед провідних джазменів Нового Орлеану — Джо «Кінг» Олівер, Луї Армстронг, Кід Орі. В новому Орлеані сформувалися перші диксиленди — великі джазові ансамблі, серед яких особливе місце займає ансамбль Original Dixieland Jass Band, який у 1917 році здійснив перший джазовий звукозапис.